# False Prophet
Pistes de Rough and Rowdy Ways
I Contain Multitudes

False Prophet est une chanson de l'auteur-compositeur-interprète américain Bob Dylan, la deuxième piste de son 39e album studio, Rough and Rowdy Ways (2020). Elle a été publiée en tant que troisième et dernier single de l'album le 8 mai 2020, par l'intermédiaire de Columbia Records,. La musique est basée sur le single « If Lovin“ Is Believin” » de 1954 de Billy « The Kid » Emerson de Sun Records,.

## Contexte
Le titre de la chanson et le refrain « I ain't no false prophet » (Je ne suis pas un faux prophète) sont considérés par beaucoup comme autoréférentiels puisque Dylan a été qualifié à la fois de « prophète » et de « faux prophète » à de nombreuses reprises depuis les années 1960. Ceci est évident même dans les titres des livres présentant une analyse critique de son œuvre,.au fil des ans. S'adressant à un public d'Omaha, Nebraska, lors d'un concert au plus fort de sa période gospel en 1980, par exemple, Dylan a déclaré : « Il y a des années, ils [...] disaient que j'étais un prophète. J'avais l'habitude de dire : 'Non, je ne suis pas un prophète'. Ils m'ont dit : 'Si, tu es un prophète'. Je disais : « Non, ce n'est pas moi ». Ils me disaient : « Tu es vraiment un prophète ». Ils me convainquaient que j'étais un prophète. Maintenant, je dis que Jésus Christ est la réponse. Ils disent que Bob Dylan n'est pas un prophète. Ils ne peuvent tout simplement pas le supporter ».
Dylan a fait écho à ces sentiments près d'un quart de siècle plus tard, lors d'un entretien avec Ed Bradley dans le cadre de l'émission 60 Minutes en 2004 : Vous n'êtes tout simplement pas cette personne que tout le monde pense que vous êtes, bien qu'ils vous appellent ainsi tout le temps : « Vous êtes le prophète. Tu es le sauveur'. Je n'ai jamais voulu être un prophète ou un sauveur. Elvis peut-être. Je me verrais bien le devenir. Mais prophète ? Non ». Plus notoirement, le pape Benoît XVI, alors qu'il était encore connu sous le nom de cardinal Ratzinger, s'est opposé à ce que Dylan se produise lors d'un événement de la jeunesse catholique pour le pape Jean-Paul II en 1997, au motif qu'il s'agissait d'un faux prophète. Dans un mémoire sur son prédécesseur publié en 2007, Benoît XVI a écrit, en référence à la prestation de Dylan, qu'il « doute encore aujourd'hui qu'il était juste de laisser ce genre de soi-disant prophète monter sur scène » devant le pape.

## Composition et enregistrement
Il est probable que Dylan, qui est connu pour jouer des enregistrements de chansons plus anciennes comme points de référence pour son groupe en studio,, a joué « If Lovin“ is Believin” “ de Billy ” The Kid “ Emerson pendant les sessions de ”“Rough and Rowdy Ways”'. Comme l'a expliqué le batteur Matt Chamberlain dans une interview, « Dylan peut avoir un point de référence pour un groove ou une sensation et nous nous contenterons de jammer dessus. Puis il commencera à essayer de chanter par-dessus, puis il se mettra au piano et ajoutera quelques accords supplémentaires et nous travaillerons sur l'arrangement, et l'instant d'après, nous aurons enregistré la chanson ».
Dylan a fait référence à « False Prophet » comme l'un des trois « 12-bar structural things » sur Rough and Rowdy Ways (les deux autres étant « Goodbye Jimmy Reed » et « Crossing the Rubicon ») tout en faisant l'éloge du guitariste Charlie Sexton dans une interview avec Douglas Brinkley qui est apparue dans The New York Times. Cela implique que Sexton est le guitariste principal de la chanson, qui présente un jeu de guitare électrique coloré mais subtil et un quasi-solo pendant l'outro. La chanson est interprétée dans la tonalité de Do majeur.

## Thèmes
L'historien et Université de Harvard Richard F. Thomas a analysé les paroles de « False Prophet » en relation avec l'antiquité classique, qui est présente dans d'autres chansons de Rough and Rowdy Ways de manière plus évidente (en particulier « Mother of Muses » et « Crossing the Rubicon ») :
- Il voit dans les lignes « I'm first among equals, second to none » une référence à Auguste César qui était « fier de sa prétention à être “premier parmi ses pairs”, ce qui soutenait la fiction selon laquelle le système [Romaine antique, effectivement une monarchie, était encore une république - il est difficile de s'y accrocher, à l'époque comme aujourd'hui ».
- Il voit dans les vers « Last of the best, you can bury the rest / Bury 'em naked with their silver and gold » une référence à « ce qui s'est passé pendant vingt ans de guerre civile romaine, initiée lorsque Jules César a franchi le Rubicon en janvier 49 avant J.-C. » : en l'an 30, Auguste, « le dernier des meilleurs », a enterré Antoine, comme Antoine et lui ont enterré Brutus et Cassius, ils ont tous enterré Jules César, et César a enterré Pompée ».
- Il voit dans les vers « Put out your hand, there's nothinghin' to hold / Open your mouth, I'll stuff it with gold » une référence aux meurtres macabres d'au moins deux généraux romains (Manius Aquillius et Cassius Dio) qui « auraient trouvé la mort en se faisant bourrer la bouche d'or »[15].

## Sortie
La chanson a été publiée de manière inattendue sur la chaîne YouTube de Dylan le 8 mai 2020, trois semaines jour pour jour après la sortie furtive du single précédent de Dylan « I Contain Multitudes » et six semaines jour pour jour après la sortie furtive du single « Murder Most Foul ». La vidéo sur YouTube présente la chanson accompagnée d'une image fixe macabre, rappelant les couvertures de magazines de gare, d'un squelette portant un smoking et un chapeau haut de forme qui tient une boîte emballée dans une main et une seringue dans l'autre. Une ombre sur le mur derrière ce « dandy squelette » forme la forme d'un homme suspendu à un nœud coulant. Certains commentateurs, dont le dylanologue A. J. Weberman, ont estimé que la coiffure à franges tombantes que l'on voit dans le contour de l'ombre était censée ressembler à Donald Trump, ce qui a influencé la façon dont ils ont interprété la chanson,,,.
La sortie du single avait été annoncée plusieurs heures avant sa première par une mise à jour du compte officiel Twitter de Dylan présentant l'illustration et une citation des paroles : « What are you lookin' at - there's nothing to see ». Cette illustration, une version modifiée d'une couverture de magazine (The Shadow)), a également été incluse plus tard dans l'une des pochettes intérieures de l'édition vinyle de Rough and Rowdy Ways. Bien qu'aucun artiste ne soit mentionné, le style visuel est similaire aux sérigraphies que Dylan a créées pour son exposition « Revisionist Art » en 2013.

## Réaction de la critique
Mark Beaumont, critique du NME, qui a chroniqué la chanson le 8 mai 2020, avant la sortie de Rough and Rowdy Ways, l'a interprétée comme une enquête sournoise sur la personnalité de Bob Dylan : S'il y a une touche d'autobiographie, Dylan est clairement fier de son travail après plus de 50 ans de carrière, adoptant la bravade d'avant-match d'un boxeur (« Je suis le premier parmi les égaux, le second à nul autre pareil / Le dernier des meilleurs, vous pouvez enterrer le reste ») et faisant un clin d'œil à la longue tradition de protestation qu'il a incarnée. Je chante des chansons d'amour, je chante des chansons de trahison », grogne-t-il, “je ne me souviens pas de ma naissance et j'oublie ma mort”. Beaumont a également prédit que, sur la base de la force de cette performance, le prochain album de Dylan « sera le point culminant de sa fin de carrière ».
Sarah Paolantonio a écrit sur Albumism, où la chanson a été incluse dans la colonne « New Music We Love » du site, que le « rythme soutenu et les phrases rimées fonctionnent sans effort comme un véhicule pour un homme qui aime raconter des histoires et des récits » et a loué la performance vocale de Dylan, notant que sa « voix profonde et rouillée a parfaitement vieilli » pour le genre du blues électrique.
Spectrum Culture a inclus la chanson dans une liste des « 20 meilleures chansons de Bob Dylan des années 10 et au-delà ».

## Vidéo musicale
Bien que l'intégralité de Rough and Rowdy Ways ait été mise en ligne gratuitement via la chaîne officielle YouTube de Bob Dylan, « False Prophet » a été la seule chanson pour laquelle un clip vidéo officiel a été réalisé. Cette « lyric video », qui présente une animation minimaliste et une typographie basée sur la pochette de l'album avant sa sortie, a été lancée le 22 juin 2020, trois jours après que le reste de l'album a été mis en ligne.